# Cooling center

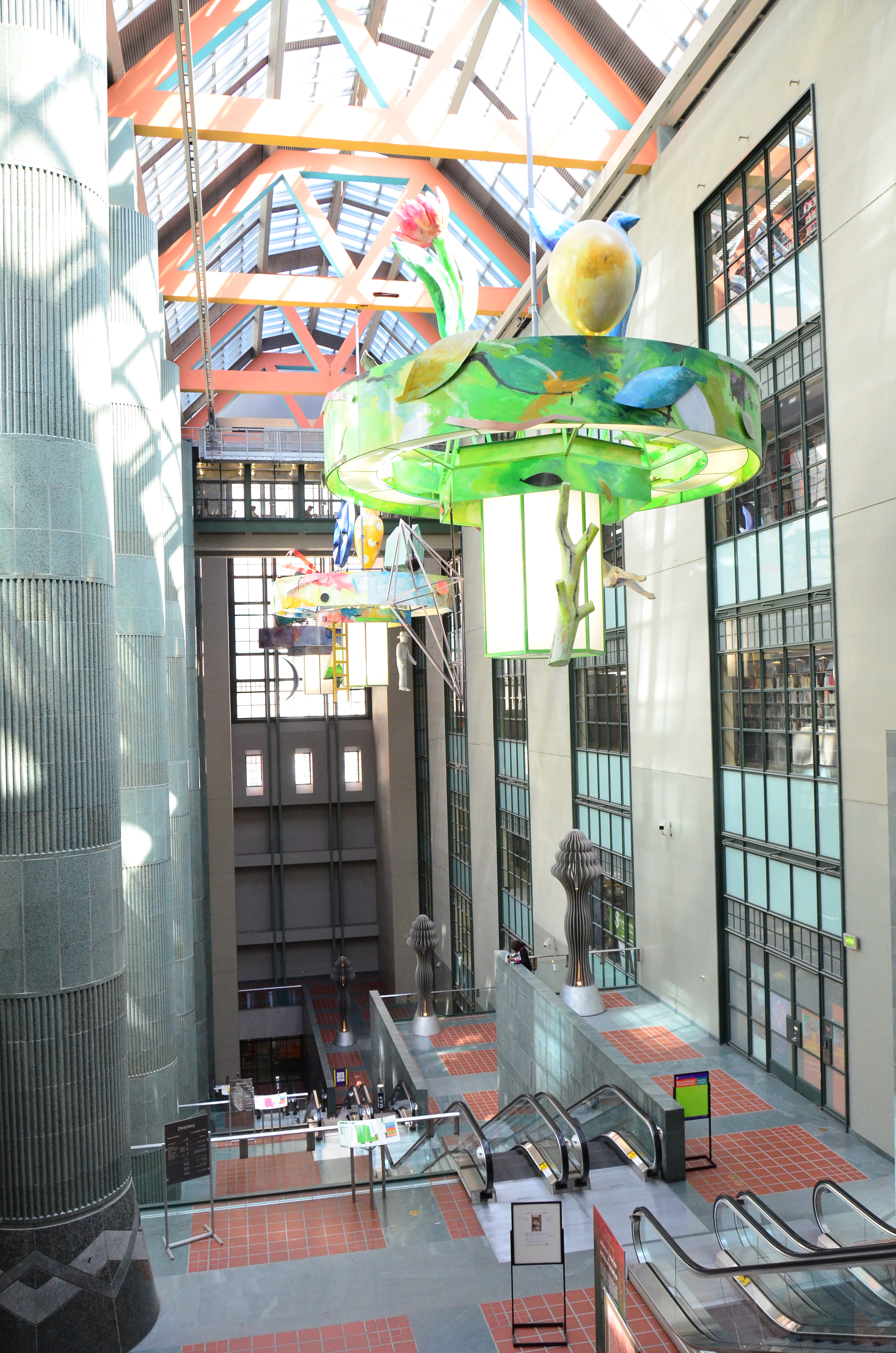
Los Angeles Centralbibliotek är ett cooling center under värmeböljor

Cooling center avser en luftkonditionerad allmän eller privat byggnad som används för att temporärt hantera skadliga hälsoeffekter i samband med extrem hetta under värmeböljor. Cooling centers kan hindra personer från att få hypertermi som orsakas av hetta, luftfuktighet och dålig luftkvalitet.